# Villafranca
Villafranca là một đô thị trong tỉnh và cộng đồng tự trị Navarre, Tây Ban Nha. Đô thị này có dân số là 2.547 người, diện tích 46,8 km2. Đô thị Villafranca nằm ở độ cao 291 m trên mực nước biển, cách tỉnh lỵ 70 km. Các đô thị giáp ranh: các đô thị thuộc Tafalla (Ayuntamientos de Milagro, Funes, Marcilla và Caparroso); Cadreita và Bardenas Reales thuộc Navarra.

## Biến động dân số
| Biến động dân số                                          | Biến động dân số | Biến động dân số | Biến động dân số | Biến động dân số | Biến động dân số | Biến động dân số | Biến động dân số | Biến động dân số | Biến động dân số | Biến động dân số |
| 1996                                                      | 1998             | 1999             | 2000             | 2001             | 2002             | 2003             | 2004             | 2005             | 2006             | 2007             |
| --------------------------------------------------------- | ---------------- | ---------------- | ---------------- | ---------------- | ---------------- | ---------------- | ---------------- | ---------------- | ---------------- | ---------------- |
| 2 515                                                     | 2 520            | 2 530            | 2 510            | 2 618            | 2 691            | 2 688            | 2 733            | 2 802            | 2 881            | 2 892            |
| Nguồn: Villafranca et instituto de estadística de navarra |                  |                  |                  |                  |                  |                  |                  |                  |                  |                  |